# Zbigniew Spruch
Zbigniew Spruch, poljski kolesar, * 13. december 1965, Kożuchów, Poljska.
Spruch je nekdanji poljski profesionalni kolesar, ki je tekmoval za ekipi Lampre-Colnago, med leti 1992 in 1996 ter 1999 in 2003, in Mapei–GB, med letoma 1999 in 2003. Nastopil je na Poletnih olimpijskih igrah v letih 1996 in 2000, leta 1996 je bil deveti na cestni dirki, leta 2000 pa 20. Na svetovnem prvenstvu v cestni dirki je osvojil srebrno medaljo leta 2000 v Plouayu, kar je njegov največji uspeh v karieri ob skupni zmagi na Dirki po Poljski leta 1995. Leta 1994 je osvojil tretje mesto na dirki Pariz-Tours, leta 1997 drugo na dirki Étoile de Bessèges, leta 1998 pa peto mesto v skupnem seštevku Dirke od Tirenskega do Jadranskega morja. Leta 1999 je osvojil drugo mesto na dirki Gent–Wevelgem, tretje mesto na spomeniku Milano-San Remo in peto na Dirki po Flandriji. Leta 2000 je bil četrti na spomeniku Milano-San Remo, kar je bil njegov zadnja vidnejša uvrstitev na večjih dirkah, leta 2003 je končal kariero. Po koncu kariere je deloval kot trener v poljski reprezentanci, športni direktor razvojnega kluba CCC-Polsat in ustanovitelj kontinentalnega kluba Team Corratec. Leta 2000 je bil odlikovan z redom Polonia Restituta.